# Jacques Philippe Cornut
Jacques Philippe Cornuti ou Cornut (Paris, 1606 — 23 de agosto de 1651) foi um médico e botânico francês. 